# Ребане, Любовь Александровна
Любовь Александровна Ребане (урожд. Шагалова) (06.09.1929, Ленинград — 13.06.1991, Таллин) — советский физик, лауреат Государственной премии СССР (1986). Первая в Эстонии женщина — доктор физико-математических наук (1973).
Окончила ЛГУ (1952). Там же в 1961 г. защитила диссертацию на соискание степени кандидата физико-математических наук на тему «Взаимная связь концентрационного и температурного тушения люминесценции в некоторых щелочногалоидных кристаллофосфорах».
В 1955 г. уехала с мужем в Эстонию, работала ассистентом в Тартуском университете.
В 1964—1981 гг. старший научный сотрудник, зав. сектором спектроскопии кристаллов Института физики АН Эстонской ССР. С 1981 г. работала в ИХБФАН ЭССР. Одновременно с 1980 г. профессор Тартуского университета.
Лауреат Государственной премии СССР (1986, в составе коллектива) — за цикл работ «Фотовыжигание стабильных спектральных провалов и селективная спектроскопия сложных молекул» (1972—1984).
Умерла от рака 13 июня 1991 года.
Муж — Карл Ребане, президент Академии наук Эстонии. Дети — Александр (Aleksander K. Rebane) и Инна (Inna Rebane), физики.
Докторская диссертация:
- Простые молекулы как центры люминесценции в кристаллах : диссертация ... доктора физико-математических наук : 01.04.07. - Тарту, 1972. - 356 с. : ил.

Публикации:
- Ребане, Любовь Александровна. Простые молекулы как центры люминесценции в кристаллах. (01.04.07). Тарту, 1973. 30 с (Ленингр. гос. ун-т им. А. А. Жданова).